# Torsängen
Torsängen är en bebyggelse på nordligaste delen av Kålland vid anslutningen till Kållandsö i Sunnersbergs socken i Lidköpings kommun. Från 2015 avgränsar SCB här en småort.